# هيلين براون
هيلين براون (18 فبراير 1922  - 13 أغسطس 2012 )، صحافية وكاتبة أمريكية. رئيسة تحرير مجلة «كسموبوليتن» النسائية، ومؤلفة كتاب «الجنس والمرأة العزباء» في عام 1962.

## نشأتها
ولدت هيلين ماري غيرلي في 18 فبراير عام 1922، في غرين فورست في ولاية أركنساس. وهي ابنة كليو فريد وآيرا مارفن غيرلي. في أحد الأوقات، عُيِّن والدها مفوضًا في لجنة أركنساس للألعاب والأسماك. بعد انتخابه إلى المجلس التشريعي لولاية أركنساس، انتقلت العائلة إلى ليتل روك في أركنساس. مات والدها في حادثة مصعد كهربائي في 18 يونيو 1932.
في عام 1937، انتقلت غيرلي، وأختها ماري إلوان (لاحقًا السيدة ألفورد)، وأمهما إلى لوس أنجلوس، كاليفورنيا. بعد عدة أشهر من انتقالهن، أُصيبَت ماري بشلل الأطفال. وفي كاليفورنيا، ذهبت براون إلى مدرسة جون إتش. فرانسيس الثانوية.
بعد تخرج غيرلي، انتقلت العائلة إلى ورم سبرينغز، جورجيا. حضرت غيرلي فصلًا جامعيًا واحدًا في كلية تكساس للنساء، ثم عادت إلى كاليفورنيا لتذهب إلى كلية ودبوري للأعمال، والتي تخرجت منها عام 1941. في عام 1947، انتقلت كليو وماري إلى مسقط رأس كليو في أوساج، أركنساس، بينما بقيت هيلين في لوس أنجلوس.
بعد عملها لدى وكالة ويليام موريس، وشركة أميركا للموسيقى، ووكالات مواهب جاف، عملت غيرلي كسكرتيرة  لدى وكالة إعلانات فوت، كون وبيلدينغ. لاحظ رب عملها مهاراتها في الكتابة ونقلها إلى قسم كتابة الإعلانات، حيث تطورت بسرعة لتصبح واحدة من أعلى كتّاب الإعلانات أجرًا في بدايات ستينيات القرن العشرين. في عام 1959، تزوجت من ديفيد براون، الذي أصبح فيما بعد منتج أفلام بارز.

## مهنتها

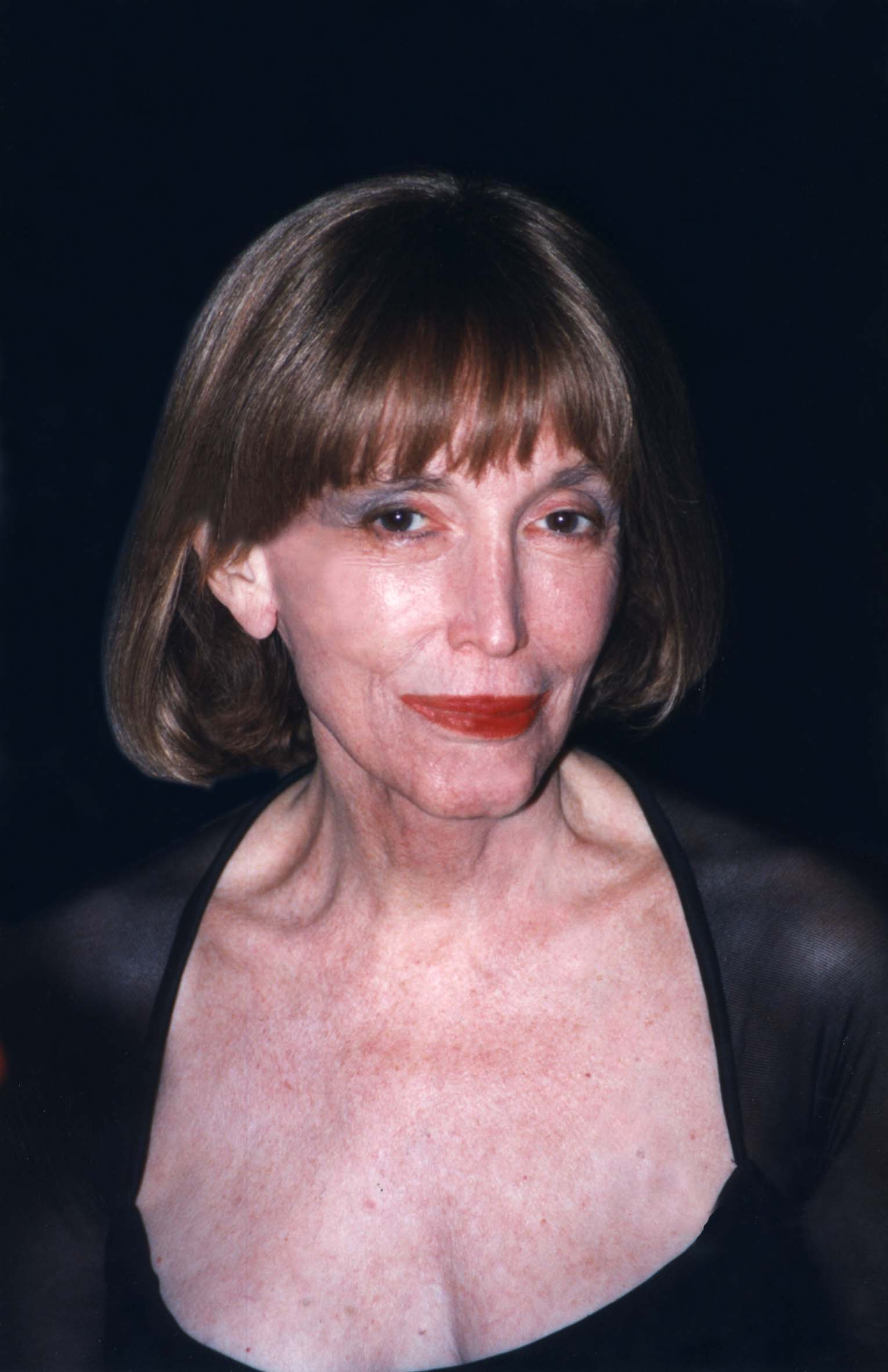
هيلين براون - 1996

### النشر
في عام 1962، نُشِرَ كتاب براون «الجنس والمرأة العزباء» في 28 بلدًا، وبقي على لائحة الأكثر مبيعًا لأكثر من سنة. عام 1964، تم تصوير فيلم بناء على الكتاب ويحمل الاسم نفسه، من بطولة ناتالي وودز. في عام 1965، أصبحت براون رئيسة تحرير مجلة كوسمبوليتن، والتي كانت عندئذ مجلة أدبية مشهورة بمحتواها عالي الجودة، وأعادت براون تشكيلها كمجلة موجهة إلى المرأة العاملة العزباء والعصرية. في ستينيات القرن العشرين، كانت براون مدافعة صريحة عن حرية النساء الجنسية وسعت إلى تقديم قدوات للنساء في مجلتها. كانت تدّعي أنه يمكن للنساء أن يحظين بكل شيء -الحب، الجنس، والمال-. نتيجةً لدفاعها، أصبح يُطلَق على النساء الباهرات والمهتمات بالموضة لقب «فتيات كوزمو». ساهم عملها جزئيًا في تحقيق ما يدعى غالبًا بالثورة الجنسية.
في عام 1997، أُزيحَت براون من منصبها كرئيسة تحرير كوسمبوليتن في الولايات المتحدة، واستُبدِلت بـ بوني فولر. عندما غادرت براون، احتلت كوسمبوليتن المرتبة السادسة في محلات بيع الصحف، وللسنة السادسة عشر على التوالي، احتلت المرتبة الأولى في مكتبات الحرم الجامعي. ولكن براون بقيت في هارست للنشر وكانت المحررة الدولية لنسخ كوسمبوليتن الدولية الـ 59 وذلك حتى وفاتها في 13 أغسطس عام 2012.
في سبتمبر 2008، احتلت براون المرتبة الثالثة عشرة في لائحة أقوى الأمريكيين ممن تجاوزوا عمر الثمانين حسب مجلة سليت.

### عملها في كوسمبوليتن
عام 1965، احتلت غيرلي منصب رئيسة تحرير مجلة  كوسمبوليتن وبقيت فيه حتى عام 1997. أنعشت براون المجلة عن طريق تحويلها من مجلة للنساء يكتبها الرجال إلى واحدة من أكثر مجلات النساء مبيعًا، والمتوافرة الآن في أكثر من 100 بلد. عندما بدأت عملها في المجلة، لم تكن براون تملك أي خبرة في التحرير.
كانت تهدف في عملها على المجلة بنسختها الجديدة إلى أن تصبح صريحة عندما يتعلق الأمر بالجنس. ساعد كتابها الجنس والمرأة العزباء في إعطائها الصيغة التي أصبحت عليها كوسمبوليتن اليوم. أعطت النساء الحرية ليعرفن أنّهن يملكن بالفعل رغبات جنسية. وصفت مجلة  ذا نيويورك تايمز «فتاة كوزمو» التي كانت براون تسعى إلى نشرها: «فتاة عصامية، جنسية، وطموحة للغاية.... تبدو رائعة وترتدي ملابس أنيقة، وتحظى بوقت جيد وبدون خجل عندما تخلع تلك الملابس». بعد أن أُزيحَت بلطف من منصبها في عام 1996 عن عمر 74 سنة بسبب زيادة انفصالها عن مجتمع النساء الشابات، أصبحت هيلين غيرلي براون محررة مجلة كوسمبوليتن بنسخها الدولية.
بغضت بيتي فريدان، مؤلفة كتاب الغموض الأنثوي، أعمال براون في كتابها وفي المجلة. قالت فريدان إن ما تقوم به براون «مضاد للنسوية» وهو عبارة عن «خيالات جنسية غير ناضجة كالتي في مرحلة المراهقة». ولكن تمت إعادة تقييم وجهات النظر النسوية للمجلة في تسعينيات القرن العشرين، مع كتابة راندال روثنبرغ مراسل الوسائل الإعلامية لمجلة ذا نيويورك تايمز عنها: «بالعودة إلى الأحداث، فقد لعبت المجلة دورًا مهمًا في مساعدة النساء الشابات ليُعِدن تحديد أدوارهن في المجتمع». وذكرت أودي كورنيش من الإذاعة الوطنية العامة أنه قيل عن هيلين أنها «فتاة مشاغبة، ورائدة في ملابس برادا، وثوريّة في الأحذية ذات الكعب العالي». اعتبرت براون نفسها نسويّة، ولكن هذا الوصف كان مثيرًا للجدل مع العديدين.

## حياتها الشخصية ووفاتها

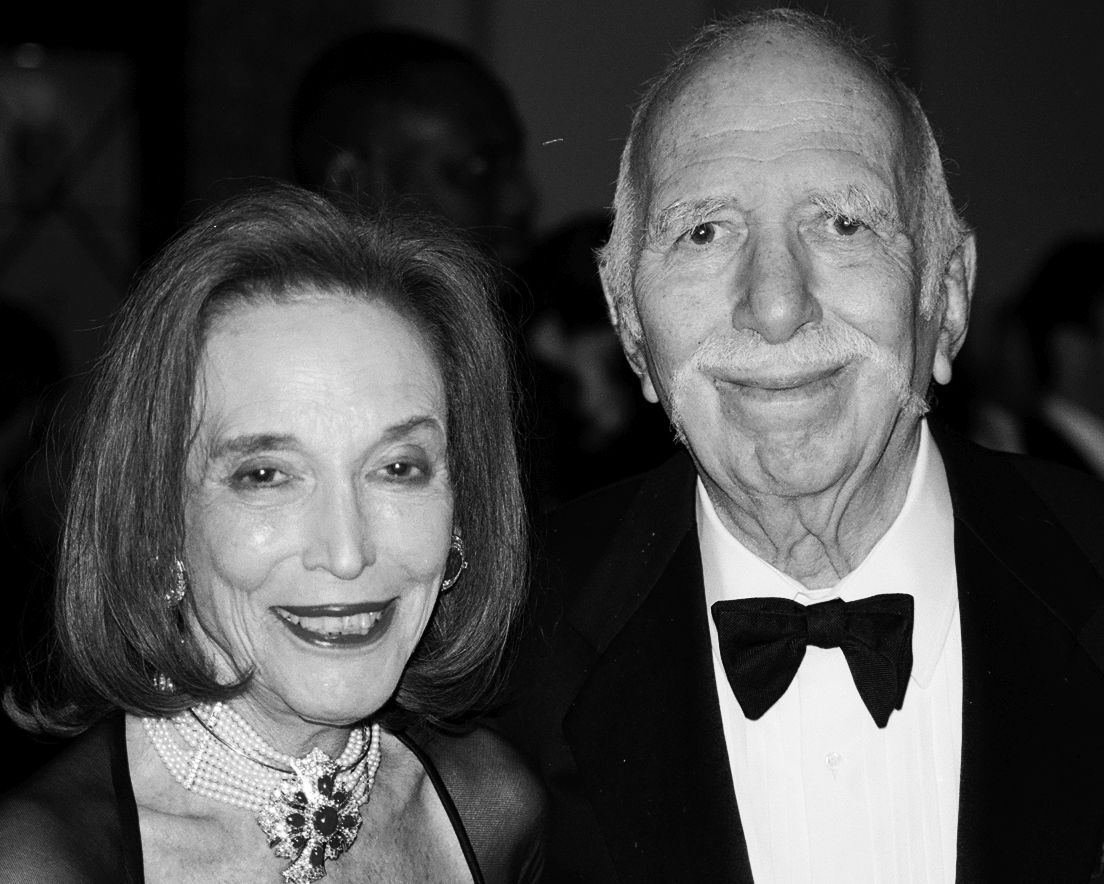
هيلين وديفيد براون، 2000، العاصمة واشنطن

بعد دخولها المستشفى بفترة قصيرة، توفيت هيلين غيرلي براون عن عمر تسعين سنة  في 13 أغسطس  2012 في مستشفى نيويورك-بريسبيتيريان في ولاية كولومبيا.
في إعلانهم عن خبر وفاتها، قالت شركة هارست للنشر إن «هيلين كانت واحدة من أكثر محرري المجلات ومؤلفي الكتب المعترف بهم عالميًا، ورائدة حقيقية للنساء في الصحافة، وأكثر من ذلك». لم يتم الإفصاح عن سبب وفاتها.
قالت مجلة إنترتيمنت ويكلي: "ستُذكَر غيرلي براون بفضل تأثيرها في صناعة النشر، ومساهماتها الكبيرة في الثقافة، وجملها التهكمية الماكرة مثل: "الفتيات الجيدات يذهبن إلى الجنة، أما الفتيات السيئات فيذهبن إلى كل مكان". وقال عنها مايكل بلومبرغ عمدة مدينة نيويورك آنذاك: "اليوم فقدت مدينة نيويورك رائدة فيها والتي لم تُعدّ تشكيل صناعة وسائل الإعلام بالكامل فحسب، بل وثقافة البلاد أيضًا. كانت قدوة لملايين النساء اللواتي ناقشن ببراعة أفكارهن الشخصية وأمنياتهن وأحلامهن بشكل مطبوع".
توفي زوجها ديفيد قبلها في 1 فبراير عام 2010 عن عمر 93 عامًا. في أواخر نوفمبر عام 2012، كانت براون وزوجها مدفونَين في مقابر متجاورة في مقبرة سيسكو التابعة لعائلة أمها، في مقاطعة كارول في أركنساس.

## الإرث
قبل وفاتها بسبعة أشهر، كانت براون تكمل العمل الذي بدأه زوجها في تشكيل صندوق هيلين غيرلي براون، وأنشأت مؤسسة براون للابتكار الإعلامي.
تتمركز هذه المؤسسة في كل من كلية كولومبيا للدراسات العليا في الصحافة وكلية ستانفورد للهندسة. ويهدف تبرعهما بقيمة 38 مليون دولار إلى الجامعتَين إلى تطوير الإعلام ضمن سياق التقنيات الجديدة.
بعد وفاتها، استمر الصندوق بالتبرع بقسم كبير من ثروتها إلى البرامج التي تخدم أطفال مدينة نيويورك وتتبنى عمليات التحسين في التعليم والتكنولوجيا. تم التبرع بـ 15 مليون دولار إلى مكتبة نيويورك العامة، و7.5 مليون دولار إلى المتحف الأمريكي للتاريخ الطبيعي.
ضمن النسويات، كان هناك دائمًا نزاع في الرأي حول دور براون فيما إذا كانت تعمل على تمكين النساء ليتخلصن من الحياء المحيط برغباتهن الجنسية أو أنها خلقت مجلة متحيزة جنسيًا ضد المرأة وذات مشكلة في تعبيرها عن صورة الجسد. ولكن ترى بعض النسويات أنه لا يمكننا أن نلقي باللوم كاملًا على كوسمبوليتن وبراون لخلق التحيز الجنسي ضد المرأة في عالمنا، وهناك بالمقابل مجلات منشورة أخرى تعمل على تشييء أجساد النساء. أولئك الناس ينظرون إلى عمل براون على أنه في الوقت نفسه «تقدمي ورجعيّ» عندما يتعلق الأمر بالحركة النسوية.

## روابط خارجية
- هيلين براون على موقع IMDb (الإنجليزية)
- هيلين براون على موقع الموسوعة البريطانية (الإنجليزية)
- هيلين براون على موقع إن إن دي بي (الإنجليزية)
- هيلين براون على موقع ديسكوغز (الإنجليزية)
- هيلين براون على موقع قاعدة بيانات الفيلم (الإنجليزية)